# Sylvio Lazzari
Sylvio Lazzari (oprindelig Josef Fortunat Silvester Lazzari) (født 30. december 1857 i Bolzano, død 18. juni 1944 i Paris) var en østrigsk/fransk komponist. 
Lazzari var født østriger, men flyttede til Frankrig og blev fransk statsborger i 1896. Han komponerede i romantisk stil inspireret af Claude Debussy, men nok mest af den tyske komponist, Richard Wagner. 
Han har komponeret en symfoni, symfoniske tonedigte, operaer, og hans vel nok mest kendte værk, Sonate for violin og klaver, som lægger sig stilistisk op af César Francks stil. 

## Udvalgte værker
- Symfoni (i Eb-dur) (1907) - for orkester
- Rapsodi (1922) - for violin og orkester
- Suite (i F-dur) (1922) - for orkester
- "Faust" (tilfældig musik efter Goethe) (1925) - for orkester
- "Amor" (1896) - opera
- "Legendarisk tragedie" (1896) - opera
- Sonate (1894) - for violin og klaver